# Association française des presses d'université - Diffusion
L'Association française des Presses d'Université-Diffusion (AFPU-D) est une association française créée en 1993 par des maisons d'édition universitaires pour diffuser les ouvrages qu'elles éditent. 

## Liste des maisons d'édition
| Maison d'édition                                                        | Établissement                                                                                             | Ville           |
| ----------------------------------------------------------------------- | --- | --------------- |
| Académie royale des Sciences, des Lettres et des Beaux-Arts de Belgique | Académie royale des Sciences, des Lettres et des Beaux-Arts de Belgique                                   | Bruxelles       |
| Artois Presses Université                                               | Université d'Artois                                                                                       | Arras           |
| Ausonius Éditions                                                       | Ausonius, UMR 5607, CNRS / Université Bordeaux-Montaigne                                                  | Bordeaux        |
| Ciham-Éditions                                                          | CIHAM, UMR 5648, CNRS / Lumière-Lyon II / EHESS / ENS de Lyon / Avignon Université / Jean-Moulin-Lyon III | Lyon            |
| D-Booker Éditions                                                       | — | Lille           |
| Descartes & Cie                                                         | — | Paris           |
| Éditions Campagne Première                                              | | Paris           |
| Éditions de l'École française de Rome                                   | Éditions de l'École française de Rome                                                                     | Rome            |
| Éditions de l'université de Lorraine                                    | Université de Lorraine                                                                                    | Nancy           |
| Éditions de la Casa de Velázquez                                        | Éditions de la Casa de Velázquez                                                                          | Madrid          |
| Éditions du Comité des travaux historiques et scientifiques             | Éditions du Comité des travaux historiques et scientifiques                                               | Paris           |
| Éditions universitaires de Dijon                                        | Université de Bourgogne                                                                                   | Dijon           |
| Inalco Presses                                                          | Inalco | Paris           |
| Institut français d'archéologie orientale                               | Institut français d'archéologie orientale                                                                 | Le Caire        |
| La Pensée sauvage                                                       | — | Grenoble        |
| Librairie Droz                                                          | Editions Droz                                                                                             | Genève          |
| Presses Sorbonne Nouvelle                                               | Sorbonne-Paris III                                                                                        | Paris           |
| Presses universitaires d’Aix-Marseille                                  | Université d'Aix-Marseille                                                                                | Aix en Provence |
| Presses universitaires de Bordeaux                                      | Université Bordeaux-Montaigne                                                                             | Pessac          |
| Presses universitaires de Paris Nanterre                                | Paris X-Nanterre                                                                                          | Nanterre        |
| Presses universitaires de Perpignan                                     | Université de Perpignan                                                                                   | Perpignan       |
| Presses universitaires de Provence                                      | Université de Provence Aix-Marseille I                                                                    | Aix-en-Provence |
| Presses universitaires de Saint-Étienne                                 | Université Jean-Monnet-Saint-Étienne                                                                      | Saint-Étienne   |
| Presses universitaires de Strasbourg                                    | Université de Strasbourg                                                                                  | Strasbourg      |
| Presses universitaires de Vincennes                                     | Paris VIII-Vincennes–Saint-Denis                                                                          | Saint-Denis     |
| Presses universitaires des Antilles                                     | Université des Antilles                                                                                   | Pointe-à-Pitre  |
| Presses universitaires du Midi                                          | Université de Toulouse                                                                                    | Toulouse        |
| Sorbonne Université Presses                                             | Sorbonne-Université, ex-Paris-Sorbonne (Paris IV) et Pierre-et-Marie-Curie (Paris VI)                     | Paris           |